# Marsa Maroc
Marsa Maroc (en arabe : مارسا ماروك ou مرسى المغرب) est une entreprise marocaine spécialisée dans l’exploitation et le développement des ports commerciaux. Marsa Maroc est le premier opérateur à conteneurs du Maroc et le quatrième en Afrique, avec 63,3 millions de tonnes de marchandises manutentionnées en 2024.
Créée en 2006 par la réforme portuaire 15-02 sous le nom SODEP (Société d’exploitation des ports) à la suite de la réforme portuaire qui a scindé les missions de l’ancien Office d’exploitation des ports (ODEP), Marsa Maroc est aujourd’hui le leader national dans l'exploitation de terminaux et de quais portuaires, opérant sur l’ensemble des façades maritimes du pays. L'entreprise assure des prestations liées à l’accueil des navires, à la manutention, au stockage et au transit de diverses marchandises. Elle joue un rôle stratégique dans le commerce extérieur marocain et dans la mise en œuvre de la politique portuaire nationale.
Marsa Maroc est privatisée en 2016 sous le gouvernement El Othmani, L'État introduit près de 40% du capital à la Bourse de Casablanca. En 2025, Marsa Maroc confirme ses ambitions internationales et annonce la création de trois nouvelles filiales internationales: Marsa Maroc International Logistics, Marsa Djibouti et Marsa Bénin. Ces entités seront chargées de piloter les projets d’investissements internationaux du groupe.

## Historique

### Création
La Société d’exploitation des ports (SODEP) est créée le 3 novembre 2006 par la réforme portuaire 15-02, qui divise l'Office d'exploitation des ports en deux : la SODEP et l'Agence nationale des ports (ANP), qui a pour mission la régulation du secteur, l’octroi des concessions et des autorisations, le développement, la maintenance et la modernisation des ports nationaux, ainsi que la promotion des places portuaires nationales. La SODEP hérite quant à elle des activités commerciales, l’outil industriel et les compétences opérationnelles de l'ODEP.
Le 27 juin 2007 à Casablanca, la SODEP lance sa nouvelle identité visuelle et devient Marsa Maroc. Le ministre de l’Equipement et du Transport Karim Ghellab déclare « Une révolution logistique est lancée et n’est encore qu’à ses débuts. ».

### Déploiement national
Le 17 juin 2009, le contrat de concession du terminal à conteneurs 4 du port Tanger-Med II (d’une capacité de 2,25 millions EVP) est signé par la Tanger Med Special Agency (TMSA) et Marsa Maroc. Cet concession de 30 ans prévoit un investissement total de Marsa Maroc de 320 millions d'euros, dont 200 millions euros réalisés sur les 5 premières années, pour l'aménagement de l'ensemble des superstructures et équipements nécessaires au fonctionnement du terminal. L'opérateur portuaire a également exprimé son intérêt à poursuivre les discussions avec TMSA en vue de l'attribution de l'exploitation du terminal à conteneurs 4 de Tanger-Med II.
En 2010, Marsa Maroc a procédé récemment au lancement des travaux de la construction d'un parking à étages d'une capacité de plus de 6.000 unités 75 000 m² avec un investissement de près de 143 millions de DH. Ce parking sera doté d'un espace de stockage vertical (R+3) avec 5 niveaux exploitables, d'espaces dédiés aux services à valeur ajoutée ainsi que de zones de livraison et de réception nécessaires à son exploitation.

### Croissance et introduction en bourse
Lors de l'été 2016, sous le gouvernement El Othmani I, Marsa Maroc est privatisée partiellement ; près de 40 % du capital est introduit à la Bourse de Casablanca, tout en conservant une part publique significative. Le Ministre des finances de l'époque, Mohamed Boussaïd, défend l'intérêt de l'opération.
Le 18 mars 2019, Marsa Maroc annonce la signature d’un accord de joint-venture avec les sociétés Eurogate International et Contship Italia pour leur entrée dans le capital de la société Marsa International Tangier Terminals (MINTT). En octobre, elle change de nom pour devenir Tanger Alliance et accueille un nouvel actionnaire à hauteur de 10%. Il s’agit de l’armateur mondial de transport maritime de conteneurs, Hapag-Lloyd. A l’issue de cette opération, Marsa Maroc détient 50% du capital de la société plus une action. Le reste (40% moins une action) revient conjointement à Eurogate International GmbH et Contship.
En 2021, Marsa Maroc devient le premier opérateur portuaire à mettre en place pour ses opérateurs économiques, le paiement électronique multicanal.
En juin 2024, Marsa Maroc et la société Nador West Med ont signé la convention de concession relative au Terminal à Conteneurs Est de Nador West Med, d’une capacité de 3,4 millions d’EVP (équivalent vingt pieds). Le Conseil de surveillance de Marsa Maroc, réuni le 25 juin 2024, a autorisé la signature des documents de la concession de ce terminal pour une durée de 25 ans. Marsa Maroc investira 200 millions d’euros pour réaliser la première phase du terminal, dont la mise en service est prévue pour 2027.

### Ouverture à l'international
Le 16 juillet 2024, Marsa Maroc est désigné attributaire pour la gestion des Terminaux 1 et 5 du Port de Cotonou, concédés à la société Bénin Manutentions S.A, au terme d'une procédure de sélection internationale. Marsa Maroc veillera à la mise en exploitation des Terminaux dans les délais et conformément aux standards internationaux, et à la mise en œuvre de plusieurs chantiers de modernisation. En scellant ce partenariat, elle conforte son ambition de développer son activité à l'international, conformément à sa nouvelle stratégie « Marsa 2030 ». Le 24 septembre, les deux parties signent officiellement la convention. 
Le 8 octobre, les équipes de Marsa Maroc traitant leur tout premier navire au Terminal 1 du Port de Cotonou. 
Dans son rapport annuel de 2024, Marsa Maroc affirme avoir enregistré un volume de trafic record de 63,3 millions de tonnes de marchandises manutentionnées. Ces chiffres la place au rang du 4ème plus grand opérateur à conteneurs en Afrique. Le cours de l’action de Marsa Maroc a également enregistré une progression de près de 95%, propulsant sa capitalisation boursière parmi les six plus importantes de la Bourse de Casablanca, avec près de 40 milliards de dirhams. 
En 2025, Marsa Maroc réaffirme ses ambitions de devenir un acteur incontournable des chaînes logistiques africaines en annonçant la création de trois nouvelles filiales internationales,: 
- Marsa Maroc International Logistics qui sera chargée de piloter les projets d’investissements internationaux du groupe. Cette société permettra à Marsa Maroc de diversifier ses activités et d’assurer une gestion efficace des projets portuaires et logistiques en Afrique, notamment dans les marchés émergents.
- Marsa Djibouti participera au capital de Damerjog Oil Jetty FZE, une société en charge du développement et de la gestion du terminal pétrolier de Damerjog, situé dans la zone franche de Djibouti. Marsa Maroc vise à capter une part significative des flux logistiques liés au stockage et au rechargement des produits pétroliers, en particulier pour les marchés éthiopien et djiboutien.
- Marsa Bénin pour l'exploitation de deux terminaux au port de Cotonou. Ce port constitue un carrefour commercial majeur en Afrique de l’Ouest, et permettra à Marsa Maroc d’accéder à des marchés stratégiques tels que le Bénin, le Nigeria, le Niger et le Burkina Faso.

Le 25 juillet 2025, TelQuel publie un rapport détaillé sur le plan quinquennal « Marsa 2030 » que la société affirme qu'il va la positionner comme partenaire portuaire, logistique et maritime de référence en Afrique. Entre autres, il va mobiliser un investissement de 4 milliards de dirhams sur les 5 prochaines années, axé sur l'amélioration de la compétitivité de ses terminaux portuaires, avec un focus particulier sur le double pôle Casablanca-Jorf Lasfar.

## Relation avec le Raja CA

### Parrainage
Lors du début des années 1980, les pouvoirs publics et la FRMF ont instauré le système du parrainage qui offre la possibilité aux clubs de bénéficier du soutien financier de quelques grandes sociétés publiques à l'image de l'Office d'exploitation des ports, l'Office chérifien des phosphates, la Banque populaire, la Compagnie marocaine de navigation ou la Royal Air Maroc. Contrairement au sponsoring, les clubs ne sont pas tenus de faire la publicité de leurs parrains.
En 1987, l'Office d'Exploitation des Ports (ODEP) est devenu le parrain du Raja Club Athletic qui bénéficie en contrepartie de 3 millions de dirhams par an, en plus d'avantages sociaux; l’office recrutait un certain nombre de joueurs, notamment ceux qui sont en fin de carrière ou en retraite. C'est le directeur-général de l'entreprise Mohamed Hassad qui a mené les négociations et a rejoint ensuite le comité directeur de Abdelkader Retnani. Ce parrainage a été depuis renforcé et renouvelé au fil des saisons, et poursuivi par Marsa Maroc. L'équipe volley-ball du Raja prend le nom Raja-ODEP et remporte dès sa première saison le triplé championnat-Coupe du Trône-Supercoupe en 1988, qui sera suivi par six autres championnats entre 1989 et 1995.
En 2005, l'ODEP a signé un partenariat avec la section athlétisme qui lui fera bénéficier d'un apport logistique et financier.

### Partenariat avec la société sportive
Le 2 août 2025, Driss Agoujjim, directeur financier de Marsa Maroc et président de Ports4Impact, et le président du Raja Club Athletic Jawad Ziyat signent un partenariat stratégique pour l'activation de la société Raja Club Athletic SA, avec la présence de Fouzi Lekjaa. Ports4Impact, entité porteuse de la politique RSE de Marsa Maroc, entre dans le capital du Raja à hauteur de 60%, pour un apport de 150 millions de DH étalé sur 3 années, tandis que l'association Raja CA conserve 40% des parts.
Ports4Impact précise que cette opération ne s’inscrit pas dans un objectif de rentabilité financière, mais elle traduit une volonté de prolonger cette alliance historique et de contribuer à la reconstruction du club, au-delà de toute considération lucrative. Si des bénéfices venaient à être générés, ils seront réinjectés intégralement dans le club.
Le rôle de Ports4Impact sera exclusivement axé sur les domaines dans lesquels Marsa Maroc dispose d’une expertise avérée et où elle pourrait apporter une valeur ajoutée en matière de gouvernance. En sa qualité d’actionnaire majoritaire de la société Raja Club Athletic S.A., Ports4Impact en désignera le président, qui sera chargé de piloter les activités relevant de la gestion institutionnelle du club. Le gestion sportive continuera à être assurée par l'association à travers ses propres organes dirigeants.

## Sites opérés
| Pays  | Port                | Terminaux                                   | Type de trafic                                                              | Capacité et infrastructures (par an)             |
| ----- | ------------------- | ------------------------------------------- | --------------------------------------------------------------------------- | ------------------------------------------------ |
| Maroc | Port de Casablanca  | Conteneurs, minéralier, polyvalent, roulier | Produits sidérurgiques, bois, charbon, coke de pétrole, céréales, véhicules | 700.000 EVP ; 10 Mt traités; 60 ha de stockage   |
| Maroc | Port de Casablanca  | TC3 (à travers sa filiale TC3PC)            | Conteneurs                                                                  | 600.000 EVP ; 30 ha                              |
| Maroc | Tanger Med I        | Vracs et marchandises                       | Produits sidérurgiques, céréales, colis lourds                              | 400.000t traités ; 5 ha                          |
| Maroc | Tanger Med II       | TC3 (à travers sa filiale Tanger Alliance)  | Conteneurs (transbordement)                                                 | 1,5 M EVP ; 36 ha                                |
| Maroc | Nador West Med      | Polyvalent, hydrocarbures, passagers        | Produits sidérurgiques, minerais, agrumes et primeurs, , hydrocarbures      | 3 Mt traités ; 15ha                              |
| Maroc | Port de Jorf Lasfar | Minéralier, hydrocarbures, quai de commerce | Produits sidérurgiques, minerais, hydrocarbures                             | 5,5 Mt traités                                   |
| Maroc | Port d'Agadir       | Quai est, Quai pétrolier                    | Minerais, agrumes et primeurs, céréales, hydrocarbures                      | 150.000 EVP ; 3 Mt traités ; réseau frigorifique |
| Maroc | Port d'Agadir       | Polyvalent (à travers sa filiale SMA)       | Minerais, agrumes et primeurs, céréales, hydrocarbures                      | 160.000 EVP ; 2 Mt traités ;                     |
| Maroc | Port de Mohammédia  | 2 terminaux                                 | Pétrole brut, produits raffinés, gaz liquéfié, produits chimiques           | 5 Mt traités ; réseau de pipelines               |
| Maroc | Port de Safi        | 3 terminaux minéraliers                     | Minerais (soufre, baryte, etc.)                                             | 3 Mt traités ; 5,3 ha                            |
| Maroc | Port de Laâyoune    | 1 terminal                                  | Minerais, sables, hydrocarbures et colis lourds                             | 900 000t traités ; 5,3 ha                        |
| Maroc | Port de Dakhla      | 1 terminal                                  | Produits pélagiques et hydrocarbures                                        | 800 000t traités ; 7,4 ha                        |
| Maroc | Port d'Al Hoceima   | Gare maritime                               | Passagers uniquement                                                        | Halls d'accueil ; pilotage/remorquage            |
| Bénin | Port de Cotonou     | 2 terminaux                                 | N/A                                                                         | N/A                                              |